# Hajr (huyện)
Huyện Hajr là một huyện thuộc tỉnh Hadramawt, Yemen. Đến thời điểm năm 2003, huyện này có dân số 25566 người